# Sull'elettrodinamica dei corpi in movimento
Sull'elettrodinamica dei corpi in movimento (nell'originale tedesco Zur Elektrodynamik bewegter Körper) è l'articolo scientifico scritto da Albert Einstein nel giugno 1905 nel quale viene esposta per la prima volta la teoria della relatività ristretta.
È composto di dieci paragrafi (cinque di carattere cinematico, cinque di carattere elettromagnetico) nei quali la teoria è esposta nei suoi aspetti fondamentali; tutta la fisica relativistica sviluppata negli anni successivi discende, dal punto di vista teorico, dall'applicazione dei principi enunciati in questo articolo.
L'articolo fa parte dei cosiddetti Annus Mirabilis Papers, una serie di quattro articoli pubblicati da Einstein nel 1905, riguardanti alcune fondamentali questioni della fisica della seconda metà dell'ottocento.

## Contenuti
L'articolo inizia con la considerazione che, nell'interpretazione che ne veniva fatta a fine Ottocento, «l’elettrodinamica di Maxwell presenta delle asimmetrie non inerenti ai fenomeni». Tali asimmetrie consistevano nelle difficoltà di assumere il principio di relatività all'interno della descrizione dei fenomeni elettrodinamici, che portava a evidenti incongruenze all'interno della teoria elettrodinamica stessa (Einstein cita l'esempio di un magnete e un conduttore in moto relativo).
Einstein scartò le spiegazioni ottocentesche di queste asimmetrie, che si poggiavano sul concetto di etere come sistema di riferimento assoluto rispetto al quale "misurare" il moto di un corpo («il concetto di quiete assoluta non solo in meccanica, ma anche in elettrodinamica non corrisponde ad alcuna proprietà dell'esperienza») e formulò una nuova cinematica a partire dai postulati:
1. le leggi della fisica assumono la stessa forma in tutti i sistemi inerziali (principio di relatività)
2. in ciascun sistema di riferimento inerziale la velocità della luce nel vuoto assume un valore c costante

Questi due postulati, «apparentemente inconciliabili» (il principio di relatività galileiano prevedeva che la velocità di qualunque corpo fosse soggetta alla legge di composizione nel passaggio da un sistema ad un altro in moto relativo) possono convivere solo a partire da una ridefinizione del concetto di tempo. In questo modo è possibile costruire «un'elettrodinamica dei corpi in movimento semplice ed esente da contraddizioni, costruita sulla base della teoria di Maxwell per i corpi in quiete». Si rivela inoltre «superfluo» il concetto di un etere luminifero.
La parte cinematica della teoria parte quindi da una ridefinizione del concetto di simultaneità, che non è più un concetto assoluto, ma relativo al sistema di riferimento scelto («non è possibile attribuire un significato assoluto al concetto di simultaneità»). A partire da queste considerazioni, Einstein prosegue nel suo ragionamento e giunge a scrivere le trasformazioni relativistiche tra sistemi di riferimento inerziali (già scoperte indipendentemente da Lorentz qualche anno prima, ma senza un significato cinematico).
Dopodiché l'articolo affronta, spiegandoli dal punto di vista relativistico, alcuni fenomeni fisici già noti: la contrazione di Lorentz-FitzGerald, il teorema di addizione delle velocità (già noto a Poincaré), l'aberrazione stellare, la legge di trasformazione per le frequenze della luce (effetto Doppler trasversale). Inoltre viene dimostrata la covarianza delle trasformazioni relativistiche rispetto alle equazioni di Maxwell (il che definitivamente pone fine alle "asimmetrie" tra sistemi di riferimento da cui l'articolo partiva).
Nell'articolo non compare la nota formula E=mc², che fu scritta in altra forma: 
{\displaystyle \Delta m_{0}=-{\frac {L}{V^{2}}}}
(in cui la differenza di massa di un corpo in quiete è uguagliata a -L/V², dove L è l’energia emessa sotto forma di radiazione e V la velocità della luce) solo nell'ultimo dei quattro articoli del 1905, nel mese di settembre. Tuttavia l'articolo di giugno tratta già dell'energia cinetica di un elettrone nel caso di piccole accelerazioni da cui si deduce che la massa di un corpo è una misura del suo contenuto di energia. La formula 
{\displaystyle E={\frac {mc^{2}}{\sqrt {1-{\frac {v^{2}}{c^{2}}}}}}}
che usa la massa a riposo, invece della massa relativistica, apparve per la prima volta in un manoscritto di Einstein solo nel 1912.

## Curiosità
- Quando, nel 1943, venne chiesto ad Einstein di donare il manoscritto originale del suo articolo in beneficenza (come contributo alla vendita di titoli del prestito di guerra), Einstein rivelò che aveva gettato via il suo autografo dopo la pubblicazione; accettò tuttavia di riscriverlo di proprio pugno. Secondo quanto riportato da alcuni biografi, nel momento di riscrivere il testo (sotto la dettatura della segretaria Helen Dukas) Einstein avrebbe chiesto se quanto stava copiando era effettivamente ciò che aveva scritto nel 1905; alla risposta affermativa della Dukas, Einstein avrebbe risposto: «Avrei potuto dirlo in modo più semplice» (effettivamente, le successive spiegazioni che fece Einstein della sua teoria – ad esempio l'Esposizione divulgativa – seguono un percorso concettualmente e matematicamente diverso da quello intrapreso nella memoria del 1905). Il secondo manoscritto venne venduto il 3 febbraio 1944 a Kansas City, da un'azienda di assicurazioni locale, che lo donò poi alla Biblioteca del Congresso.[3]